# Фендт, Йозеф
Йозеф Фендт (нем. Josef Fendt; 6 октября 1947, Берхтесгаден, Германия) — немецкий саночник, двукратный чемпион мира, выступавший за сборную ФРГ в конце 1960-х — середине 1970-х годов. Принимал участие в двух зимних Олимпийских играх и выиграл серебряную медаль на играх 1976 года в Инсбруке — в программе одиночных заездов. Ныне занимает должность президента Международной федерации санного спорта.
Йозеф Фендт дважды побеждал на чемпионатах мира, в его послужном списке золотые награды Кёнигсзее 1970 и 1974 годов. Кроме того, в 1973 году атлет удостоился серебряной медали чемпионата Европы, проходившего на той же санно-бобслейной трассе в Кёнигсзее. Все награды получил в программе мужских одиночных заездов.
По окончании карьеры профессионального спортсмена Фендт стал проявлять активность в управленческой деятельности, вступил в Международную федерацию санного спорта и в 1985 году, занимаясь организацией соревнований на искусственных трассах, получил должность вице-президента. В феврале 1994 года, после смерти Берта Изатича, временно возглавил федерацию, а в июне по итогам голосования был избран полноправным её президентом. На свой 61-й день рождения саночный функционер был награждён орденом «За заслуги перед Федеративной Республикой Германия».
Сестра Йозефа Фендта Андреа тоже занималась санным спортом и в 1978 году на чемпионате мира в Имсте завоевала серебряную медаль.